# Panaceae
Panaceae is een familie van schimmels uit de orde Polyporales. Het typegeslacht is Panus.

## Geslachten
Volgens Index Fungorum maken de volgende geslachten onderdeel uit van deze familie:
- Cymatoderma
- Panus